# 舍夫琴科韋 (瓦爾基區)
49°53′13″N 35°40′51″E / 49.88694°N 35.68083°E
舍夫琴科韋（烏克蘭語：Шевченкове）是位於烏克蘭東部的村莊，由哈爾科夫州博霍杜希夫區的瓦爾基市鎮負責管轄。該村始建於1695年，面積6.96平方公里，海拔高度163米，2001年人口51，人口密度每平方公里7.3人。